# Notget
this notget,

will you not regret

having love let go?»
(Estratto dal testo di Notget)
Notget è un brano appartenente all'album Vulnicura della cantautrice islandese Björk. Il brano è stato scritto e prodotto dalla stessa Björk insieme ad Arca.

## Descrizione
Come ogni traccia di Vulnicura, Notget descrive le emozioni provate dall'artista in rapporto alla fine della relazione con il compagno Matthew Barney. In particolare, in Notget si parla delle emozioni provate undici mesi dopo la rottura e il tema centrale è l'incomprensione. Il titolo nasce infatti dall'unione dell'avverbio di negazione not ("non") con il verbo get ("capire"), dunque "non capire".
Nella prima parte del testo la cantante afferma che l'amore era l'unica forma di protezione per l'amante, il cui sentimento che è adesso finito dunque non può più offrirgli alcun sostegno: l'amore era infatti come una luce, un rifugio dalla morte capace di rendere immortali, ma il marito ha dubitato di esso e Björk non ne ha avuto nemmeno un preavviso.
Per la cantante il rimedio non può essere il dimenticare, in quanto non permetterebbe alla sua anima di crescere, ma soltanto il dolore, poiché è dopo essersi feriti che si guarisce. Così nella seconda strofa si afferma che lei e il suo ex hanno "la stessa ferita", che è la sofferenza della separazione, e che tuttavia hanno cure differenti, diversi modi per superarla.
Nella seconda parte la cantante afferma che le braccia del suo compagno non ci sono più a sostenerla, così la fine del loro amore le fa sentire "l'abisso" e comprendere la paura di morte del marito, in una situazione simile a quella descritta in Black Lake.
Nell'intermezzo viene citato il titolo della canzone, "notget": Björk non potrà dimenticare "questa incomprensione", cioè l'amore vissuto dai due in modo diverso, e si chiede se anche l'ex stia soffrendo per la rottura o l'abbia già superata.
Nell'ultima strofa viene infine ripreso il tema della famiglia già affrontato in Family; come se il marito fosse morto, il suo spirito penetra la cantante e i due avranno il compito di proteggere dalla morte "lei", con riferimento alla figlia Ísadóra. La voce della cantante si dissolve infatti ripetendo sempre che l'amore li manterrà salvi dalla morte.
Come in Black Lake, anche in Notget i tamburi rappresentano il battito del cuore della cantante e l'incremento del loro ritmo simula una situazione di panico.
In occasione del Björk Orkestral, serie di concerti del 2021 in cui ha celebrato la sua carriera, Björk ha affermato sulla canzone:

## Video musicale

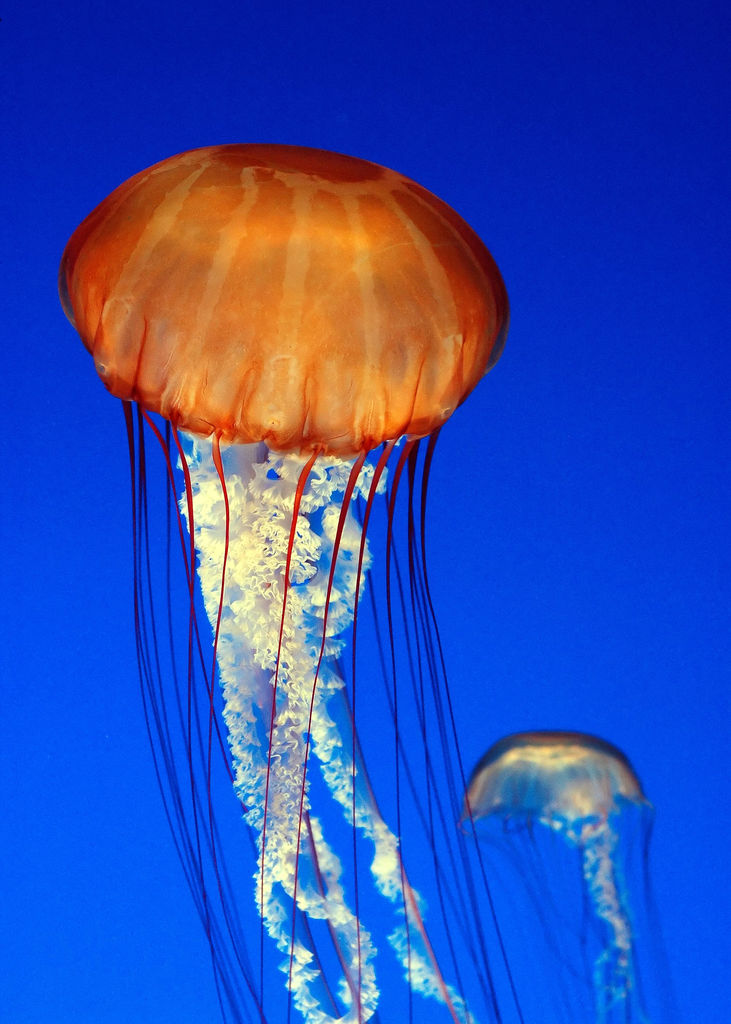
Una medusa.

Un primo video musicale della canzone, diretto da Warren Du Preez e Nick Thornton Jones, è stato pubblicato sul canale YouTube di Björk il 3 aprile 2017. Si tratta di un'animazione ricreata al computer nella quale si vede Björk in un abisso oscuro. Giunge successivamente un essere mostruoso, simile a una medusa, che le infonde energia con i suoi tentacoli e la cantante emana quindi luce; è luminoso anche il volto, che appare ricoperto da una maschera di lunghi fasci raggianti.
Un secondo filmato, stavolta girato dal vero, viene pubblicato sempre sulla piattaforma della cantante il 7 giugno 2017.
La prima parte del video è senza colori ed è ambientata in un'atmosfera buia che rimanda alle cavità di un corpo umano. Björk indossa un costume che ricorda una sinistra creatura marina o forse un cuore, oltre ad una maschera (realizzata da James Merry) che si muove e si ramifica e che - come l'abito - presenta della peluria. Il suo corpo viene poi ricoperto da uno strato solido che, sgretolandosi, svela quindi una nuova creatura simile a quella del primo video: la nuova maschera di Björk è luminosa e, come una medusa, presenta ripiegamenti e tentacoli, mentre il vestito scintilla di rosso.